# الياطر (رواية)
الياطر رواية للكاتب السوري حنا مينه، صدرت عام 1972.

## عن الرواية
تحكي عن «زكريا المرسنلي» وهو صياد من مدينة اللاذقية، يحمل سمات الشخصية الأنانية والخبيثة، ويرتكب جريمة قتل فيضطر للهرب. يعيش في مكان ما على الحدود السورية التركية حيث لا يوجد سوى البحر والسهل والغابة. ويعيش هناك غريبا وحيدا هاربا في خيمة نصبها على شاطئ البحر وأصبح السمك غذاؤه الوحيد. إلى أن يصادف راعية من بلاد الاتراك المجاورة، فيفكر بأن تكون هذه صلة وصله بالعالم الخارجي يعطيها السمك لتبيعه في قريتها القريبة وتأتيه بالمال، إلا أنه حدث ما لم يكن يتوقعه وقع في غرامها وهي كذلك، هو المتزوج الذي لم يعرف الحب من قبل وهي المتزوجة التي تركها زوجها وسافر إلى الأناضول منذ زمن ولا خبر عنه، الرواية حديث روح مجروحه تبحث عن الحب والأمان تخرج من صفحاتها رائحة البحر الصباحيه والكثير الكثير من الزرقة.

## النقاد
- نصّ يحتضن بين جنبيه تقاطعات فلسفيّة، ودينية "الماركسية، عقدة أوديب، القرآن"، وتتداخل فيه أصوات عديدة، ومرجعيات متنوّعة لتصنع عالمه الخاص. قصة تراوح بين الأحداث في الغابة، وسحيق الذكريات في المدينة، لتكون بذلك الحبكة مفتوحة على زمنين: زمن فيزيائي «الحياة على الشاطئ في الغابة»، وزمن نفسيّ متعلق بلحظة قتل صاحب الحانة اليونانيّ زخريادس، المبنيّ في الخطوط الخلفيّة للنص على الرؤية الماركسيّة، الحلم في وعي الكاتب، والانتصار للبروليتاريا ويمثلها البحارة.[4]